# Nadia Russo

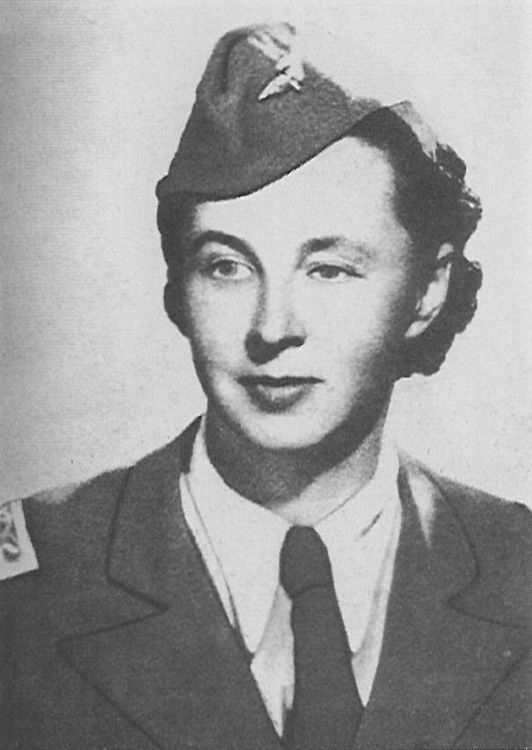
Nadia Russo (1941)

Nadia Russo, geboren Nadeschda Jewgenjewna Brjosowskaja, (* 4. Junijul. / 17. Juni 1901greg. in Twer; † 22. Januar 1988 in Bukarest) war eine russisch-rumänische Pilotin.

## Leben
Nadeschda Brjosowskajas Vater war der Kavalleriegeneral Jewgeni Wassiljewitsch Brjosowski (1857–1915). Ihre Mutter aus einer russischen Adelsfamilie, zu deren Vorfahren Zar Boris Godunow gehörte, starb 1912. Nadeschda Brjosowskaja besuchte das Lyzeum in Charkow bis zum Tode ihres Vaters 1915. Nach der Oktoberrevolution konnte sie 1918 mit Hilfe früherer Ordonnanzoffiziere ihres Vaters mit ihrer Schwester nach Bessarabien flüchten, das nun Teil Großrumäniens geworden war. 1925 heiratete sie in Kischinau, wo ihre Verwandten lebten, den deutlich älteren reichen adligen Gutsbesitzer Alexander Russo.
1932–1934 absolvierte Nadia Russo in Kischinau Kurse des Roten Kreuzes für die Ausbildung zur  Krankenschwester. Daneben besuchte sie die Kunstschule. Darauf trennte sie sich von ihrem Mann und ging nach Bukarest, wo sie sich 1935–1936 in der Flugschule des Ingenieurs Mircea Cantacuzino zur ersten Pilotin Rumäniens ausbilden ließ. 1937 kaufte sie sich eine Bücker Bü 131 Jungmann, wobei die Hälfte des Kaufpreises vom rumänischen Luftfahrtministerium übernommen wurde, während sie die andere Hälfte über eine öffentliche Ausschreibung finanzierte. Im Juni 1938 bei dem Wettbewerb um den Mircea-Cantacuzino-Pokal belegte sie den 7. Platz. Im September desselben Jahres nahm sie an dem Fliegerwettbewerb „Kleine Entente“ teil. Kurz darauf streute sie bei der Einweihung des Denkmals für Aurel Vlaicu in Bănești bei Câmpina aus ihrer Jungmann Blumen über dem Obelisken aus.

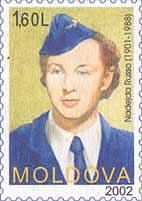
Russo-Briefmarke der Post der Republik Moldau 2002

Im Zweiten Weltkrieg wurde 1940 Bessarabien von der UdSSR besetzt. Im selben Jahr trat Russo in die Escadrille Alba ein, die so vom Kriegsberichterstatter Curzio Malaparte getauft worden war, und trainierte Piloten. Zusammen mit Mariana Drăgescu überführte sie zwei Schulflugzeuge der Leichtflugzeugbau Klemm aus Böblingen nach Bukarest. Nach Beginn des Deutsch-Sowjetischen Kriegs flog sie an der Ostfront und transportierte Verwundete  von den Fronten bei Odessa und Stalingrad zu den Lazaretten in Tighina und Bukarest. Ihre Jungmann kaufte 1942 das Gouvernement Transnistrien. 1943 ging Russo aus Gesundheitsgründen in den Ruhestand.
In der Volksrepublik Rumänien wurde Russo 1951 verhaftet und im Zusammenhang mit dem Prozess gegen Luftwaffenoffiziere, die Kontakt mit britischen Offizieren der Alliierten Kontrollkommission hatten, zu sieben Jahren Gefängnis verurteilt, von denen sie dann nur fünf Jahre verbüßen musste. 1961 heiratete sie Gheorghe (Guy) Bossie.
In Kischinau trägt die frühere Raskowa-Straße Russos Namen.

## Ehrungen
- Goldkreuz des Flieger-Tapferkeits-Ordens des Friedens (1939)[2]
- Goldkreuz des Flieger-Tapferkeits-Ordens mit Schwertern (1941)[2]
- Verdienstorden vom Deutschen Adler III. Klasse (1942)[2]
- Königin-Maria-Kreuz III. Klasse (1943)[2]